# Шарне ле Шалон
Шарне ле Шалон (фр. Charnay-lès-Chalon) насеље је и општина у источном делу централне Француске у региону Бургоња, у департману Саона и Лоара која припада префектури Шалон сир Саон.
По подацима из 2011. године у општини је живело 180 становника, а густина насељености је износила 19,48 становника/km². Општина се простире на површини од 9,24 km². Налази се на средњој надморској висини од 112 метара (максималној 188 m, а минималној 172 m).

## Демографија
| 1962. | 1968. | 1975. | 1982. | 1990. | 1999. | 2011. |
| ----- | ----- | ----- | ----- | ----- | ----- | ----- |
| 213   | 231   | 211   | 181   | 173   | 178   | 180   |

График промене броја становника у току последњих година